# Утро обречённого прииска
У́тро обречённого при́иска — советский фильм киностудии «Мосфильм» 1985 года. Режиссёр — Арья Дашиев. Фильм снят по роману «Инспектор золотой тайги» бурятского писателя Владимира Митыпова.

## Сюжет
1918 год. Территория современной Бурятии в годы Гражданской войны. По заданию молодой Советской власти в северное Прибайкалье прибывает инженер Алексей Зверев с целью проверить положение дел на  золотых приисках. У большевиков есть план по национализации золотодобычи. Золото жизненно важно для новой власти.
Прибыв на место, Зверев узнаёт, что власть в Забайкалье захватили колчаковцы. Опасно и на самих приисках: временами на них нападают бандитские шайки. В таких условиях начинает свою работу Алексей Зверев…

## В ролях
- Иван Лапиков — Гурьян
- Иван Рыжов — Ганька (Гаврила Афанасьевич)
- Дальвин Щербаков — горный инженер Алексей Зверев
- Игорь Кваша — Аркадий Борисович Бутлицкий, хозяин прииска
- Александр Сластин — Николай Николаевич Ланге, белый офицер
- Даниил Нетребин — Егор Тарасович Назаров
- Зинаида Кириенко — Дарья Константиновна Шурыгина, хозяйка прииска
- Иван Косых — Степан
- Виктор Косых — Митька Косых
- Юрий Веялис — Яков
- Буда Вампилов — Кожов
- Михаил Елбонов — Очир
- Филимон Сергеев — Михаил, рабочий прииска

## Съёмочная группа
- режиссёр — Арья Дашиев
- сценаристы — Владимир Митипов, Арья Дашиев
- оператор — Юрий Гантман
- композитор — Евгений Птичкин
- художник — Иван Пластинкин
- звукорежиссёр — Виктор Беляров

## Места съемок
Натурные съёмки велись в Бурятии.